# 于洪恩
于洪恩（1927年8月—2016年3月13日），山东莒县人，中华人民共和国政治人物。1946年1月参加革命工作，1948年3月加入中国共产党。

## 生平
出生于山东省莒县刘家官庄镇后于家庄。1942年在黑龙江鹤岗东山煤矿成为采煤工人。升任为班长、坑长、东山煤矿副矿长。1950年升任东山煤矿矿长。第一个五年计划期间，鹤岗煤矿矿建公司和土建公司合并为建安公司，于洪恩任经理，施工了新中国第一对竖井。1956年被推荐进入煤炭工业部干部学校学习。两年后进入北京矿业学院采矿系学习。1962年毕业后任鹤岗兴安煤矿矿长。后任鹤岗市革委会生产指挥部副主任。1974年任黑龙江省煤炭管理局副局长。1977年5月，任中共鹤岗市委副书记，鹤岗矿务局党委书记。不到2年的时间，鹤岗矿务局年产量从长期徘徊700万吨到突破1000万吨大关，一跃成为了全国十大矿务局行列。时任煤炭工业部部长高扬文视察鹤岗题词“鹤岗，鹤岗，鹤立高岗，鹤岗是全国千万吨大局，希望像鹤岗一样站得高看得远。”1980年于洪恩进入中共中央党校学习。1981年8月，升任中华人民共和国煤炭工业部副部长。1985年4月，升任中华人民共和国煤炭工业部部长。1988年5月，改任中国统配煤矿总公司总经理。1989年12月任中华全国总工会副主席、书记处第一书记、党组副书记。1999年10月离休。
中共第十二届、十三届中央委员会委员。第八届全国人民代表大会常务委员会委员、法律委员会委员。
2016年3月13日19时43分在北京逝世。